# Juanito Gómez
Juan Ignacio Gómez Taleb, meglio noto come Juanito Gómez (Reconquista, 20 maggio 1985), è un ex calciatore argentino, di ruolo attaccante.

## Caratteristiche tecniche
Attaccante duttile e dinamico, può giocare su tutto il fronte d'attacco, come ala su entrambe le fasce; o come prima e seconda punta, il suo piede preferito è il destro.

## Carriera

### Club
Originario di Reconquista (Argentina), è cresciuto calcisticamente nel Arsenal Fútbol Club. Arriva in Italia a 19 anni ed inizia a giocare tra i dilettanti con la maglia del Ferentino, in provincia di Frosinone.

#### Da Trieste a Verona
Acquistato dalla Triestina, nel campionato 2005-2006 colleziona 8 presenze in cadetteria. Viene mandato a fare esperienza in C-2, al Bellaria, in provincia di Rimini, dove gioca per due anni collezionando 50 presenze e 7 reti.
Nell'estate del 2008 viene acquistato in compartecipazione dal Verona. Segna la prima rete con la maglia gialloblù il 12 ottobre 2008 nella partita contro il Ravenna. Gioca in totale 19 partite e mette a segno 3 reti.

#### I successi con il Gubbio
Il club veneto si aggiudica l'intero cartellino del giocatore e poi, nel gennaio dell'anno successivo, lo cede in prestito al Gubbio. Con la maglia del club umbro l'argentino centra il doppio salto di categoria, vincendo prima i play-off di Seconda Divisione nel 2009-2010 e poi vincendo il campionato di Prima Divisione nel 2010-2011. In quest'ultima stagione mette a segno 18 reti, divenendo il cannoniere principale della squadra e contribuendo in grande misura al ritorno in B degli umbri dopo 63 anni.

#### Ritorno al Verona
Nell'agosto del 2011 il Verona lo riscatta. La scelta si rivela vincente, visto che Juanito ottiene presso la corte scaligera la sua definitiva consacrazione, giocando 37 partite e segnando 14 reti.
L'anno successivo si conferma su buoni livelli segnando 10 reti e contribuendo alla risalita in A del Verona.
Il 24 agosto 2013 arriva il debutto in Serie A nella partita vinta 2-1 contro il Milan, subentrando al 76º minuto. Il 25 settembre seguente segna il suo primo gol in A nella partita Torino-Verona (2-2). Gomez è il primo giocatore ad aver segnato, con la maglia del Verona, in tutte le competizioni nazionali.
Confermato anche nel 2014-2015, conclude il campionato con 6 reti, segnando di testa al 93º dell'ultima giornata la rete del 2-2 del Verona contro la Juventus, ripetendo così l'impresa del campionato precedente, quando il 9 febbraio 2014 aveva segnato, sempre di testa e nei minuti di recupero, la rete di un altro 2-2 del Verona contro la Juventus (partita in cui il Verona ha recuperato da 0-2 a 2-2).
Il 7 luglio 2015 prolunga fino al 30 giugno 2018 il suo contratto con il Verona, ma le due stagioni successive, complice qualche problema di natura fisica, sono poco felici dal punto di vista realizzativo (1 solo gol sia nel 2015-2016 in serie A, che nel 2016-2017 in serie B), dove comunque porta il suo contributo alla promozione.
L'8 agosto 2017 dopo nove anni dal suo primo arrivo al Verona, 8 stagioni giocate, 225 presenze (tredicesimo per numero di presenze tra i giocatori di tutti i tempi dell'Hellas Verona) e 46 gol segnati tra campionato e Coppa Italia (nono nella classifica marcatori di tutti i tempi della società scaligera) lascia il club scaligero rescindendo consensualmente il proprio contratto.

#### Cremonese
Il 13 dicembre 2017 viene tesserato dalla Cremonese. Il 16 febbraio 2018 fa il suo esordio in campionato con i grigiorossi nella partita interna persa 0-1 contro il Bari. Il 10 marzo segna il suo unico gol con i grigiorossi nella partita interna col Cittadella, pareggiata per 1-1. 

#### Sicula Leonzio
Dopo essere rimasto svincolato, l'11 settembre 2018 trova un contratto annuale più opzione con la Sicula Leonzio. Va subito a segno all'esordio nel 3-0 al Matera del 22 settembre. Costretto a saltare diverse partite per problemi fisici, conclude la stagione con 16 presenze e 2 reti. 

#### Ritorno a Gubbio e Legnago
Il 22 ottobre 2019 fa ritorno dopo oltre otto anni al Gubbio, firmando un contratto con il club umbro fino a fine stagione. Il 23 gennaio del 2020 va in rete nella sfida interna vinta per 2-0 contro la Triestina. Si ripete nuovamente, andando in goal anche nelle due partite successive della società rossoblù, segnando rispettivamente contro Fano e Virtus Verona. Il 18 agosto 2020 rinnova con gli eugubini. Il 23 dicembre dello stesso anno, sigla una doppietta decisiva nella vittoria in trasferta per 2-1 contro il Mantova.
Il 10 luglio 2021 viene ingaggiato dal Legnago militante in Serie C. Il 4 settembre segna la prima rete nella sconfitta per 4-1 in casa del Lecco. Al termine della stagione, culminata con la retrocessione, non viene confermato.

#### Virtus Verona e ritiro
Il 22 luglio 2022 firma con la Virtus Verona, sempre in terza serie, tornando così nella città scaligera. Il 19 novembre segna la prima rete nel successo per 2-0 in casa del Trento. Il 14 maggio 2023 segna la rete che permette alla Virtus Verona di accedere alla fase nazionale dei play-off contro il Padova.
Il 16 maggio 2025, Gómez annuncia la propria intenzione di non rinnovare il contratto con la Virtus al termine della stagione, dopo aver collezionato 16 reti in 98 presenze con il club, ed il proprio ritiro dal calcio giocato, all'età di 40 anni.

## Statistiche

### Presenze e reti nei club
Statistiche aggiornate al 4 maggio 2025.
| Stagione                    | Squadra                     | Campionato                  | Campionato | Campionato | Coppe nazionali | Coppe nazionali | Coppe nazionali | Coppe continentali | Coppe continentali | Coppe continentali | Altre coppe | Altre coppe | Altre coppe | Totale | Totale |
| Stagione                    | Squadra                     | Comp                        | Pres       | Reti       | Camp            | Pres            | Reti            | Camp               | Pres               | Reti               | Comp        | Pres        | Reti        | Pres   | Reti   |
| --------------------------- | --------------------------- | --------------------------- | ---------- | ---------- | --------------- | --------------- | --------------- | ------------------ | ------------------ | ------------------ | ----------- | ----------- | ----------- | ------ | ------ |
| 2004-2005                   | Ferentino                   | D                           | 20         | 3          | -               | -               | -               | -                  | -                  | -                  | -           | -           | -           | 20     | 3      |
| 2005-2006                   | Triestina                   | B                           | 8          | 0          | CI              | 0               | 0               | -                  | -                  | -                  | -           | -           | -           | 8      | 0      |
| 2006-2007                   | Bellaria                    | C2                          | 22         | 2          | CI              | 0               | 0               | -                  | -                  | -                  | -           | -           | -           | 22     | 2      |
| 2007-2008                   | Bellaria                    | C2                          | 32         | 7          | CI              | 0               | 0               | -                  | -                  | -                  | -           | -           | -           | 32     | 7      |
| Totale Bellaria Igea Marina | Totale Bellaria Igea Marina | Totale Bellaria Igea Marina | 54         | 9          |                 | 0               | 0               |                    | -                  | -                  |             | -           | -           | 54     | 9      |
| 2008-2009                   | Verona                      | 1D                          | 19         | 3          | CI-LP           | 1               | 0               | -                  | -                  | -                  | -           | -           | -           | 20     | 3      |
| 2009-2010                   | Verona                      | 1D                          | 7          | 0          | CI+CI-LP        | 3+4             | 0+3             | -                  | -                  | -                  | -           | -           | -           | 14     | 3      |
| gen-giu. 2010               | Gubbio                      | 2D                          | 14+4       | 3+2        | CI-LP           | 1               | 1               | -                  | -                  | -                  | -           | -           | -           | 19     | 6      |
| 2010-2011                   | Gubbio                      | 1D                          | 31         | 18         | CI              | 2               | 1               | -                  | -                  | -                  | -           | -           | -           | 33     | 19     |
| 2011-2012                   | Verona                      | B                           | 37+2       | 14+0       | CI              | 3               | 1               | -                  | -                  | -                  | -           | -           | -           | 42     | 15     |
| 2012-2013                   | Verona                      | B                           | 37         | 10         | CI              | 3               | 2               | -                  | -                  | -                  | -           | -           | -           | 40     | 12     |
| 2013-2014                   | Verona                      | A                           | 29         | 5          | CI              | 1               | 0               | -                  | -                  | -                  | -           | -           | -           | 30     | 5      |
| 2014-2015                   | Verona                      | A                           | 26         | 6          | CI              | 2               | 0               | -                  | -                  | -                  | -           | -           | -           | 28     | 6      |
| 2015-2016                   | Verona                      | A                           | 33         | 1          | CI              | 1               | 0               | -                  | -                  | -                  | -           | -           | -           | 34     | 1      |
| 2016-2017                   | Verona                      | B                           | 16         | 1          | CI              | 0               | 0               |                    | -                  | -                  | -           | -           | -           | 16     | 1      |
| Totale Hellas Verona        | Totale Hellas Verona        | Totale Hellas Verona        | 204+2      | 40         |                 | 19              | 6               |                    | -                  | -                  |             | -           | -           | 225    | 46     |
| gen.-giu. 2018              | Cremonese                   | B                           | 7          | 1          | CI              | 0               | 0               | -                  | -                  | -                  | -           | -           | -           | 7      | 1      |
| 2018-2019                   | Sicula Leonzio              | C                           | 16         | 2          | CI-C            | 0               | 0               | -                  | -                  | -                  | -           | -           | -           | 16     | 2      |
| ott. 2019-2020              | Gubbio                      | C                           | 17         | 5          | CI-C            | 0               | 0               | -                  | -                  | -                  | -           | -           | -           | 17     | 5      |
| 2020-2021                   | Gubbio                      | C                           | 23         | 10         | -               | -               | -               | -                  | -                  | -                  | -           | -           | -           | 23     | 10     |
| Totale Gubbio               | Totale Gubbio               | Totale Gubbio               | 85+4       | 36+2       |                 | 3               | 2               |                    | -                  | -                  |             | -           | -           | 92     | 39     |
| 2021-2022                   | Legnago                     | C                           | 30         | 6          | CI-C            | 2               | 0               | -                  | -                  | -                  | -           | -           | -           | 32     | 6      |
| 2022-2023                   | Virtus Verona               | C                           | 32+4       | 10+1       | CI-C            | 1               | 0               | -                  | -                  | -                  | -           | -           | -           | 37     | 11     |
| 2023-2024                   | Virtus Verona               | C                           | 30         | 4          | CI-C            | 1               | 0               | -                  | -                  | -                  | -           | -           | -           | 31     | 4      |
| 2024-2025                   | Virtus Verona               | C                           | 28+1       | 1          | CI-C            | 1               | 0               | -                  | -                  | -                  | -           | -           | -           | 30     | 1      |
| Totale Virtus Verona        | Totale Virtus Verona        | Totale Virtus Verona        | 90+5       | 14+1       |                 | 3               | 0               |                    | -                  | -                  |             | -           | -           | 98     | 16     |
| Totale carriera             | Totale carriera             | Totale carriera             | 517+10     | 114        |                 | 27              | 8               |                    | -                  | -                  |             | -           | -           | 554    | 122    |

## Palmarès

### Club

#### Competizioni nazionali
- Lega Pro Prima Divisione: 1

Gubbio: 2010-2011 (girone A)